# Dicée à tête rouge
Dicaeum nehrkorni
Espèce
Statut de conservation UICN

 LC  : Préoccupation mineure
Le Dicée à tête rouge (Dicaeum nehrkorni) est une espèce de passereau placée dans la famille des Dicaeidae.

## Répartition
Il est endémique de Célèbes (Indonésie).

## Habitat
Il habite les forêts humides tropicales et subtropicales.

## Illustrations
- Photos